# 印度驻库尔纳助理高级专员公署
印度驻库尔纳助理高级专员公署（英語：Assistant High Commission of India, Khulna）是印度派駐孟加拉國库尔纳的外交機構。

## 歷史
庫爾納是孟加拉國第三大城市，毗鄰印度加爾各答，與印度西孟加拉邦的文化和貿易有著密切的歷史淵源。庫爾納與印度憲法起草者比姆拉奥·拉姆吉·安贝德卡有特殊的歷史關係，原西孟加拉邦首席部长普拉富拉·钱德拉·森也出生于库尔纳县。
2017年1月，印度駐孟加拉國高級專員哈什·瓦尔丹·什林格拉在庫爾納的討論會上表示，考慮到每年有大量孟加拉國人前往印度，印度很快就會在庫爾納設立印度助理高級專員公署。首任助理高級專員拉杰什·库马尔·拉伊纳於2018年5月22日就任。

## 歷任助理高級專員
- 拉杰什·库马尔·拉伊纳（Rajesh Kumar Raina）[6]：2018年5月22日就任[5]
- 因德尔·吉特·萨加尔（Inder Jit Sagar）[7]
- 希沃吉·蒂瓦里（Shivji Tiwari）：2024年7月11日至今[8]